# Antonio Visentini

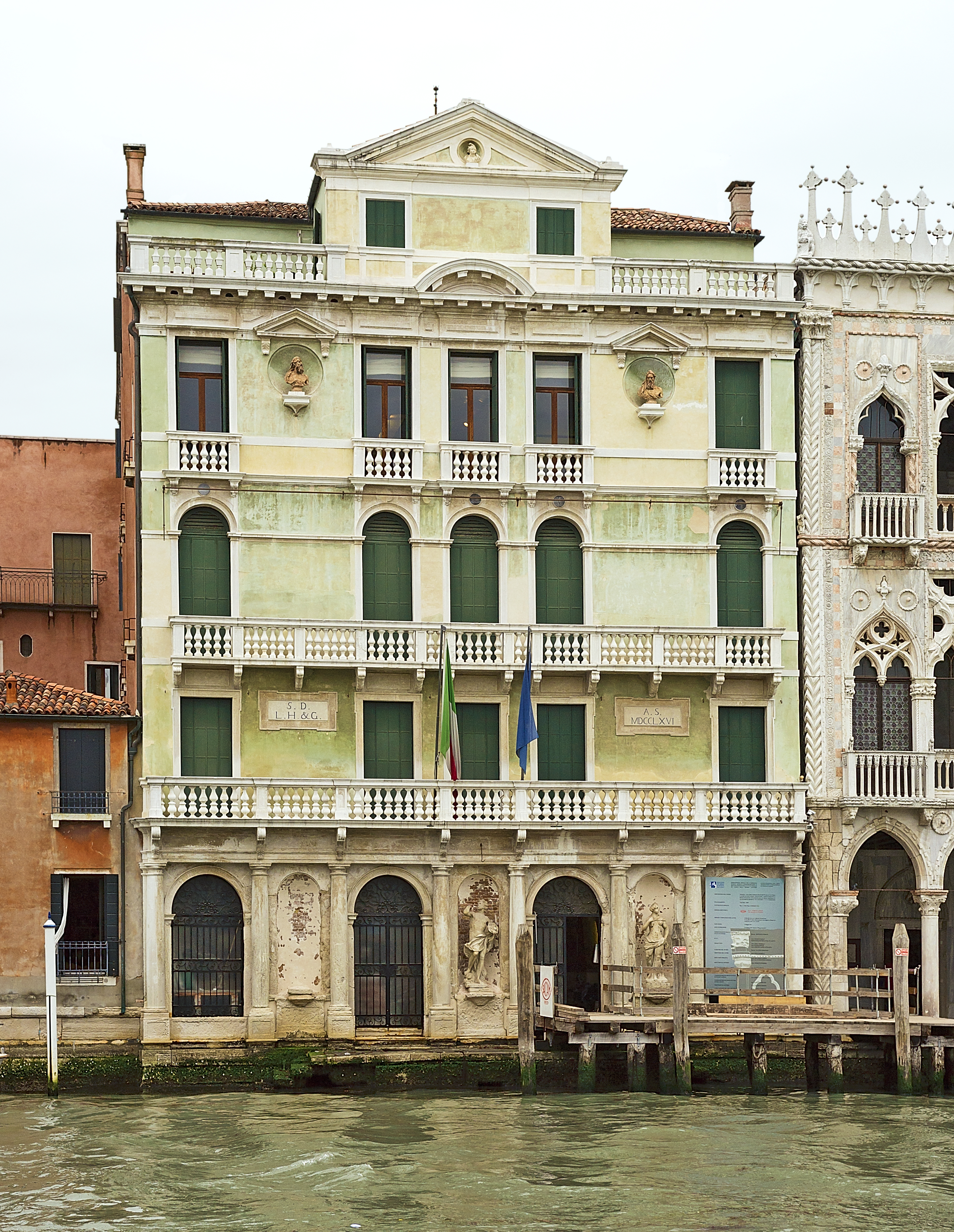
Palácio Giusti no Grand Canal em Veneza, fachada de Antonio Visentini

Antonio Visentini (Veneza, 21 de novembro de 1688 — Veneza, 26 de junho de 1782) foi um arquiteto, pintor e gravador italiano, conhecido pelas suas fantasias arquiteturais e capricci, autor de tratados sobre a perspetiva e professor na Academia Veneziana.
Nascido em Veneza, Visentini foi aluno do pintor do barroco Giovanni Antonio Pellegrini, que tinha pintado algumas casas de campo inglesas no início do século XVIII. Visentini é mais conhecido hoje como o gravador das séries vedute venezianas de Canaletto publicadas como título Urbis Venetiarum Prospectus Celebriores ex Antonii Canal, organizadas por Joseph (Consul) Smith (1682–1770).
Docente da Academia de Belas Artes de Veneza entre 1772 e 1778, ficou famoso pelas ilustrações de livros e pelas gravuras que efetuou. Fez estudos sobre a Basílica de São Marcos publicados em 1726 ((Iconografia della Ducal Basilica dell'Evangelista Marco).
Criou as ilustrações para os 20 volumes de Francesco Guicciardini da Della Istoria d'Italia publicados em 1738-1739.
Trabalhou em obras com Francesco Zuccarelli em 1746 (Paysage avec un arc de triomphe à George II, Capriccio avec une vue de la Burlington House de Londres)

## Galeria

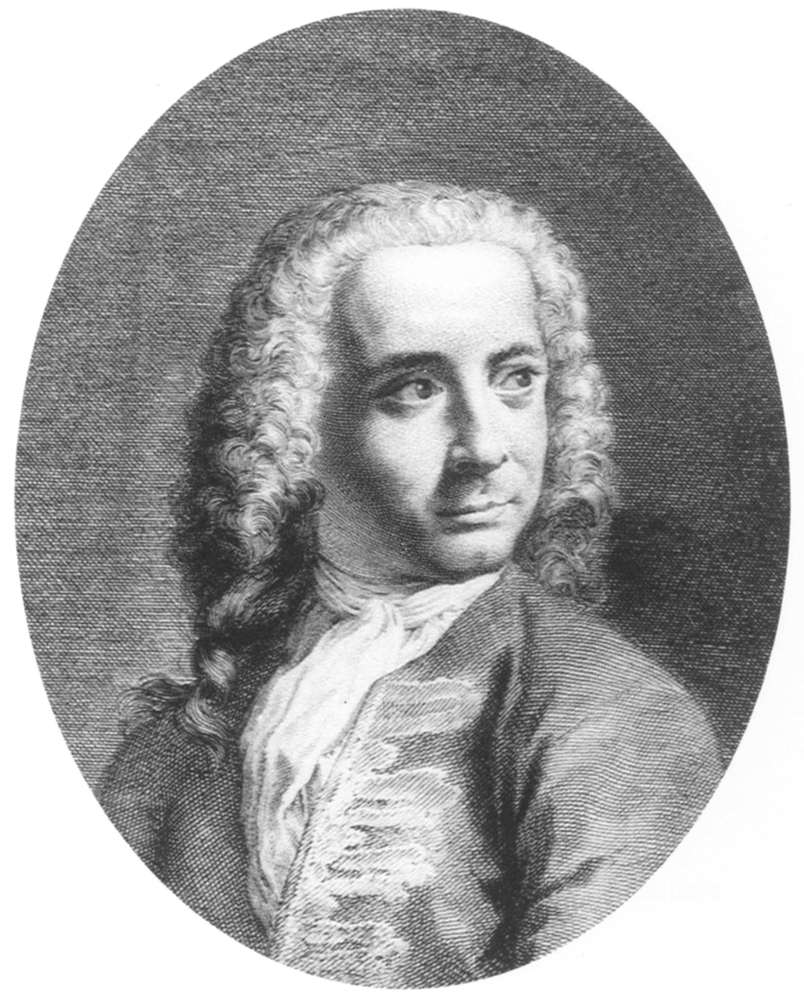
Retrato de Giovanni Antonio Canal, dito Canaletto.
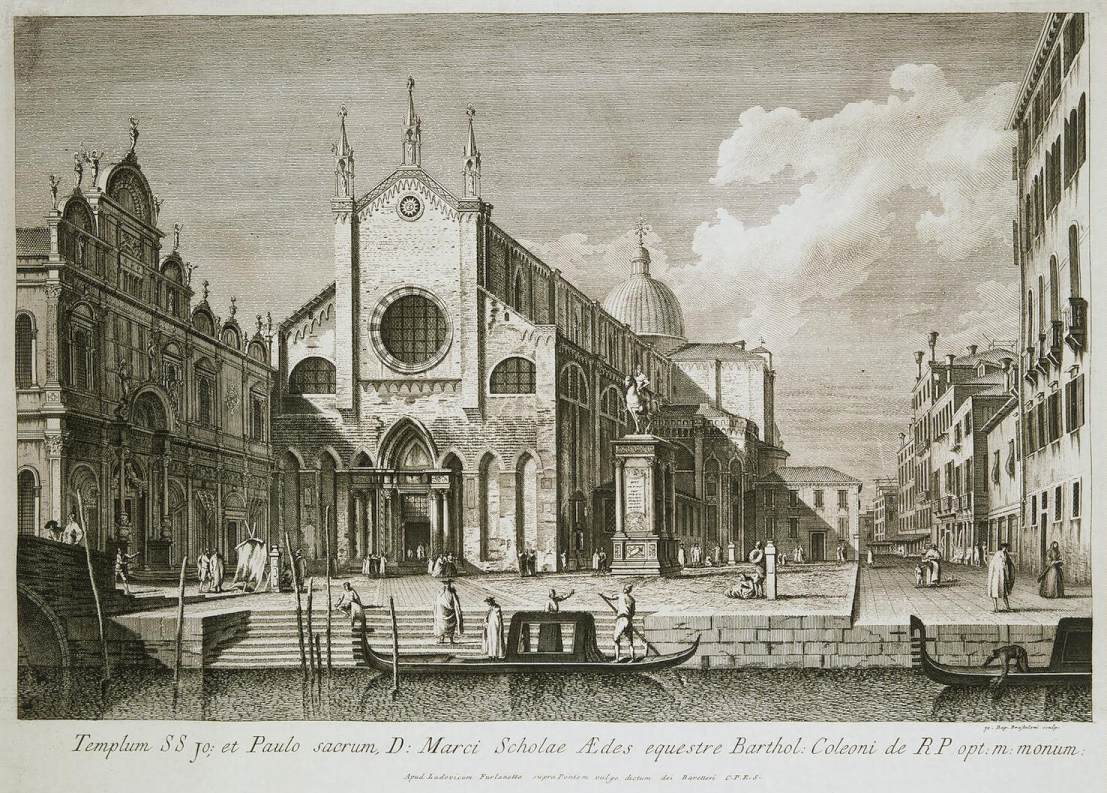
Piazza Santi Giovanni e Paolo.
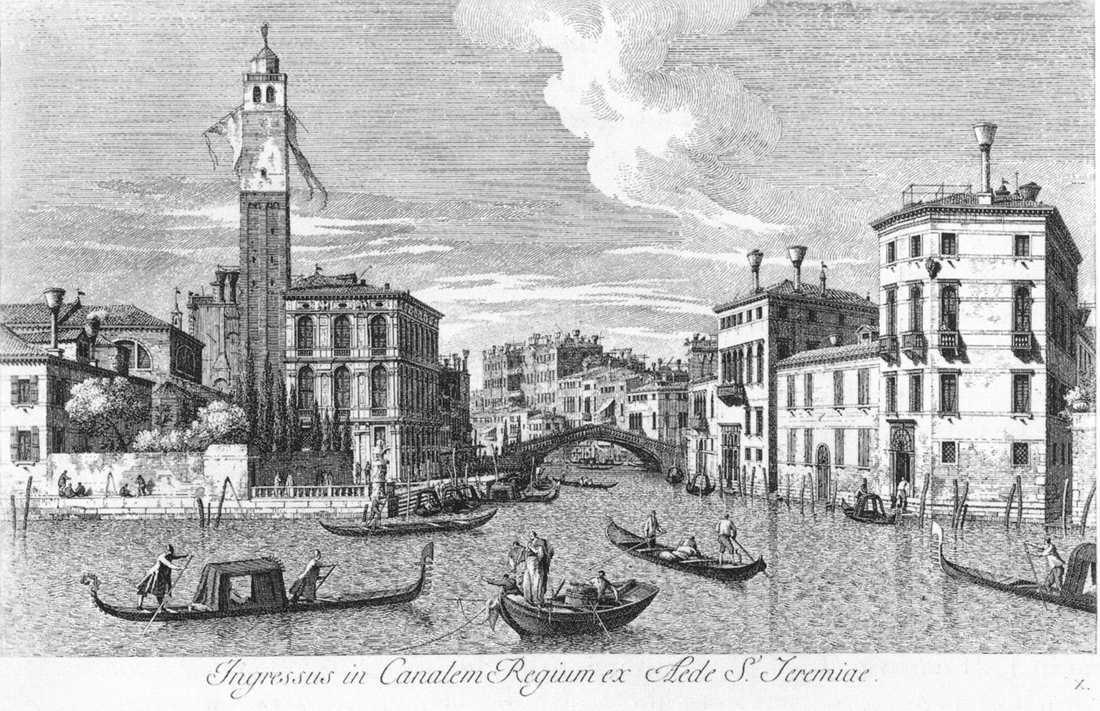
San Geremia e a Entrada de Cannaregio.
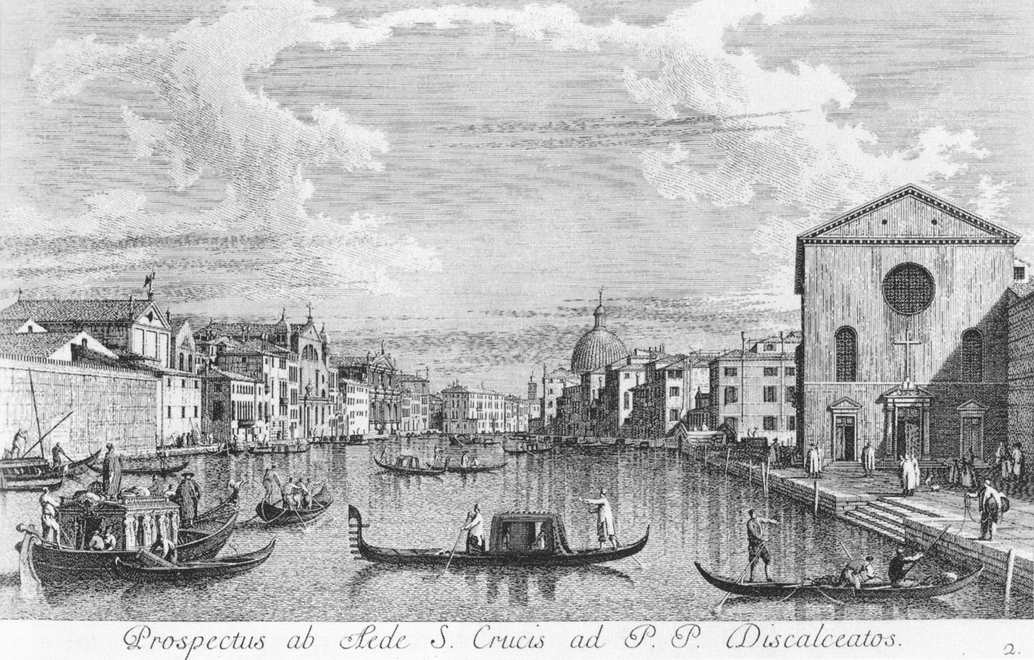
O Grande Canal de Santa Croce a Nascente.
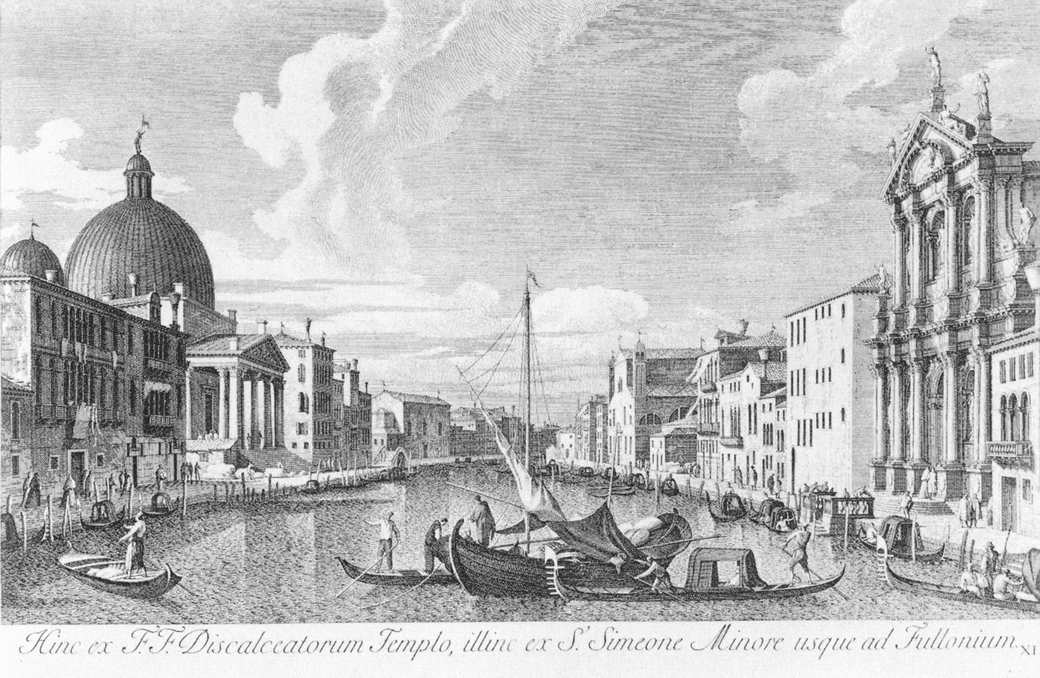
O Grande Canal com San Simeone Piccolo e as Scalzi.
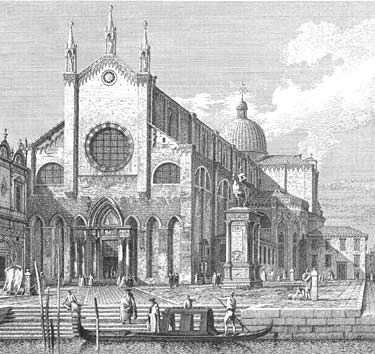
A Basílica de San Giovanni e Paolo.
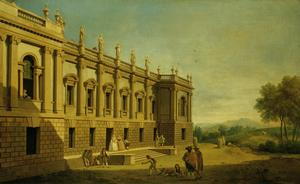
Burlington House. Antonio Visentini e Francesco Zuccarelli.
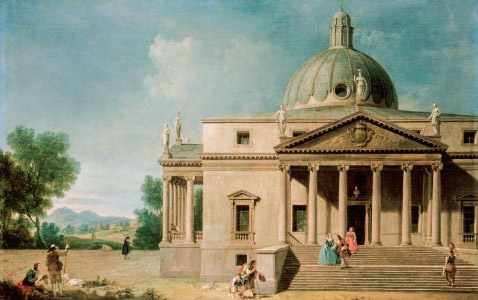
Mereworth Castle. Antonio Visentini e Francesco Zuccarelli.
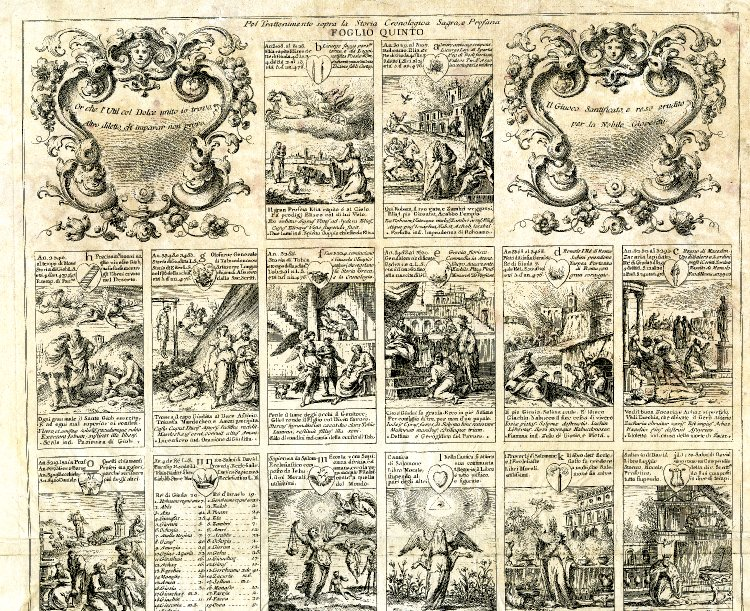
Old Testament Playing Cards. Antonio Visentini segundo Francesco Zuccarelli.